# Erysiphe tortilis
Erysiphe tortilis är en svampart som först beskrevs av Carl (Karl) Friedrich Wilhelm Wallroth, och fick sitt nu gällande namn av Heinrich Friedrich Link 1824. Erysiphe tortilis ingår i släktet Erysiphe och familjen Erysiphaceae.   Inga underarter finns listade i Catalogue of Life.
I den svenska databasen Dyntaxa används istället namnet Microsphaera tortilis för samma taxon.  Arten är reproducerande i Sverige.